# Kirveskallio
Kirveskallio är en ö i Finland. Den ligger i sjön Päijänne och i kommunerna Padasjoki och Sysmä och landskapet Päijänne-Tavastland, i den södra delen av landet, 140 km norr om huvudstaden Helsingfors. Öns area är 1,2 hektar och dess största längd är 270 meter i sydöst-nordvästlig riktning.